# Rosário do Sul-groep
De Rosário do Sul-groep is een groep geologische formaties in het Paraná-bekken in Brazilië. De Rosário do Sul-groep is gevormd tijdens het tijdvak Trias. Er zijn in de Rosário do Sul-groep fossielen gevonden van onder andere primitieve dinosauriërs, krokodilachtigen en therapsiden, prehistorische dieren die kenmerken van zowel zoogdieren als reptielen hebben. 

## Locatie en geologie
De Rosário do Sul-groep dagzoomt in de Braziliaanse deelstaat Rio Grande do Sul. De groep bevat drie formaties, de Sanga do Cabral-formatie (Vroeg-Trias), de Santa María-formatie (Midden-Trias) en de Caturrita-formatie (Laat-Trias). De Rosário do Sul-groep toont sterke overeenkomsten met gesteenten uit het Argentijnse Ischigualastobekken. 

## Geschiedenis
In 1841 werden de sedimenten van het Paraná-bekken voor het eerst onderzocht door een overheidsmissie met het doel steenkool te vinden. In 1901 vond de geograaf Antero de Almeida in Santa María de eerste fossielen van de Rosário do Sul-groep. Een jaar later beschreef Arthur Smith Woodward, vooraanstaand paleontoloog van het British Museum, op basis van een vondst van de lokale wetenschapper Jango Fischer het eerste reptielenfossiel van Zuid-Amerika: de rhynchosauriër Scaphonyx fischeri. In 1928 hield Friedrich von Huene samen met Rudolf Stahlecker een expeditie van tien maanden in het gebied. Ze keerden terug naar Duitsland met een groot aantal fossielen, waarvan het merendeel in de collectie van de Universität von Tübingen terechtkwam. 

## Fauna

### Sanga do Cabral- of Sargento-formatie
Dit is de oudste formatie van de Rosário do Sul-groep en is ongeveer 240 miljoen jaar oud. De gevonden fossielen zijn vrijwel allemaal erg fragmentarisch en omvatten onder meer de resten van amfibieën, het primitieve reptiel Procolophon, een kleine cynodont van onduidelijke taxonomie en een aan Lystrosaurus verwante dicynodont. 

### Santa María-formatie
Deze formatie is het soortenrijkst van de drie formaties van de Rosário do Sul-groep. De Santa María-formatie omvat drie zones, de Dinodontosaurus Assemblage Zone (235 miljoen jaar oud), de Santacruzodon Assemblage Zone en de Hyperodapedon Assemblage Zone (230 miljoen jaar oud). De zones zijn vernoemd naar de meest voorkomende diersoort in de betreffende laag.   

#### DinodontosaurusAssemblage Zone
- Therapsida (Cynodontia): Aleodon cromptoni, Bonacynodon schultzi, Traversodon stahleckeri,  Massetognathus ochagaviae, Chiniquodon theotonicus, Chiniquodon brasilensis, Candelariodon barberenai, Luangwa sudamericana,  Protheriodon estudianti, Protuberum cabralensis
- Therapsida (Dicynodontia): Dinodontosaurus brevirostris, Stahleckeria potens
- Rhynchosauria: Scaphonyx fischeri
- Proterochampsidae: Chanaresuchus bonapartei, Cerritosaurus binsfeldi
- Rauisuchia: Decuriasuchus quartacolonia, Prestosuchus chiniquensis

#### SantacruzodonAssemblage Zone
- Therapsida (Cynodontia): Santacruzgnathus abdalai, Santacruzodon hopsoni, Chiniquodon, Massetognathus, Menadon, Probainognathus
- Therapsida (Dicynodontia): Dinodontosaurus
- Rauisuchia: Dagasuchus santacruzensis

#### HyperodapedonAssemblage Zone
- Therapsida (Cynodontia): Charruodon tetracuspidatus, Exaeretodon riograndensis, Gomphodontosuchus brasiliensis, Prozostrodon brasiliensis, Therioherpeton cargnini, Trucidocynodon riograndensis
- Saurischia (Theropoda): Staurikosaurus pricei
- Saurischia (Prosauropoda): Saturnalia tupiniquim
- Rauisuchia: Rauisuchus tiradentes
- Rhynchosauria: Hyperodapedon mariensis, H. huenei

### Caturrita-formatie
Dit is de jongste formatie van de Rosário do Sul-groep en is ongeveer 225 miljoen jaar oud. Deze formatie omvat twee zones. In de oudste zone zijn de resten van dicynodonten en fragmentarische fossielen van phytosauriërs gevonden. De andere zone is soortenrijker en wordt aangeduid als de Riograndia Assemblage Zone. Andere namen voor deze zone zijn de Ictidosaur en Mammaliamorpha Assemblage Zone. Naamgever van deze zone is de cynodont Riograndia, waarvan meer dan twintig fossielen zijn gevonden. 
- Therapsida (Cynodontia): Exaeretodon frenguelli, Brasilodon quadrangularis, Brasilitherium riograndensis, Irajatherium hernandezi,  Minicynodon maieri, Riograndia guaibaensis
- Therapsida (Dicynodontia): Ischigualastia jenseni, Jachaleria candelariensis
- Saurischia (Theropoda): Guaibasaurus candelariensis
- Saurischia (Prosauropoda): Unaysaurus tolentinoi
- Silesauridae: Sacisaurus agudoenis
- Pterosauria: Faxinalipterus minima
- Lepidosauria: Cargninia enigmatica
- Sphenodontia: Clevosaurus brasiliensis
- Rhynchosauria: Teyumbaita sulcognathus
- Procolophonia: Soturnia caliodon

## Overzicht Rosário do Sul-groep
| Groep                    | Formatie | Therapsiden                | Dinosauriërs      | Overige archosauriërs                                                    | Overige dieren |
| ROSÁRIO DO SUL-GROEP     | |                            |                   |                                                                          |                |
| Caturrita-formatie       | Exaeretodon, Brasilodon, Brasilitherium, Irajatherium, Minicynodon, Riograndia, Ischigualastia, Jachaleria | Guaibasaurus, Unaysaurus   | (geen)            | Sacisaurus, Faxinalipterus, Cargninia, Clevosaurus, Teyumbaita, Soturnia |                |
| Santa María-formatie     | Traversodon, Santacruzodon, Massetognathus, Aleodon, Chiniquodon, Brasilitherium, Brasilodon, Gomphodontosuchus, Exaeretodon, Riograndia, Prozostrodon, Charruodon, Therioherpeton, Irajatherium, Dinodontosaurus, Stahleckeria | Staurikosaurus, Saturnalia | Prestosuchus      | Hyperodapedon, Scaphonyx                                                 |                |
| Sanga do Cabral-formatie | dicynodont, cynodont | (geen)                     | archosauromorphen | Procolophon, amfibieën                                                   |                |